# Hospital de la Real Piedad
El Hospital de la Real Piedad es una fundación y residencia de mayores situada en el municipio de Cehegín (Murcia).

## Historia
El nuevo Hospital comenzó a funcionar en 1890; su nombre incluye el título Nobiliario del Fundador, a quien se otorga así un justo homenaje.

Es mi voluntad se establezca a mi fallecimiento en la casa de mi habitación, situada en la placeta del Sol de la referida villa, un hospital de hombres y mujeres... en dicha casa se harán las reparaciones y obras que fuesen convenientes, serán asistidos los enfermos por cuatro Hermanas de la Caridad y los sirvientes necesarios y por un médico... dirigirá al hospital y administrará sus rentas una Junta compuesta por un Director-Jefe que será el sobrino del testador..., el Cura párroco, el alcalde del pueblo de Cehegín... y cuatro vecinos de buena conciencia... esta Junta la presidirá el Alcalde y el Hospital llevará el nombre de la Real Piedad...
Testamento de D. Pedro María Conde de la Real Piedad

En la segunda mitad del siglo XX fue ampliado con al casa aneja de la familia Marín, lo que permitió una mejora en la cantidad y calidad de los servicios prestados.
En la actualidad atiende a personas mayores de toda la Región de Murcia mediante los conciertos que tiene con el IMAS y el INSS.

## Características
Se encuentra situada en la plaza del Mesoncico.
El edificio estructura su fachada en tres cuerpos, el primero en ladrillo y los superiores lisos. El blasón esquinado inmortaliza a la familia Chico de Guzmán, a la que pertenecía D. Pedro María, III Conde de la Real Piedad, que murió sin descendencia y decidió donar todos sus bienes para la creación de un hospital que sustituyese al depauperado Hospital de Caridad de la Concepción.